# Gareth Morgan
Gareth Morgan (ur. 22 grudnia 1943) – brytyjski socjolog i teoretyk organizacji, obecnie zatrudniony jako profesor w York University w Toronto (Kanada). Autor teorii metafor w postrzeganiu świata społecznego, zgodnie z którą przyjęte przez nas metafory zarówno ułatwiają rozumienie rzeczywistości, jak i ją zaciemniają (przykładowo, widząc organizację jako maszynę, rozumiemy, że poszczególni jej uczestnicy działają jak "trybiki", ale jednocześnie nabieramy przekonania, że są zastępowalni). Współautor analizy paradygmatów w naukach społecznych. 

## Literatura
- Burrell, Gibson i Morgan, Gareth (1979) Sociological paradigms and organizational analysis
- Morgan, Gareth (1986/1997) Obrazy organizacji (Images of organization), Warszawa: PWN